# Сёстры Ричинские
«Сёстры Ричи́нские» – роман украинской писательницы Ирины Вильде в двух томах. Самое известное произведение автора, отмеченное Шевченковской премией в 1965 году.

## История произведения
Начала писать роман в 1936-1937 годах, фактически писала его всю жизнь, заботясь о судьбе персонажей, вписывала их в другие произведения. Критики отмечали, что Ирина Вильде писала роман о себе, о своем «причудливом» сердце. В интервью 1936 году писательница отмечала: «Пока не справлюсь с этим маленьким светиком — с человеческим сердцем, не возьмусь, просто не смогу достичь более широких проблем человеческой жизни». А в другой ситуации выразила четкую формулу: «через семью к могуществу нации». Писательница проявила себя также тонким знамением женской психологии.
"Сестры Рычинские" - величайшее творческое достижение Ирины Вильде, несмотря на то, что писательница была вынуждена искать компромисс с социалистической действительностью. Роман свидетельствует, что писательница максимально сумела использовать условия либерализации советского режима т.н. «хрущевской оттепи», и внести в творение «национальную струю». Это заметно, если сравнить издание романа 1958 и 1964 годов.
В первом идеологическая установка определяет характер сюжетных решений и расстановку персонажей, прямолинейные публицистические характеристики от имени автора и персонажей в стиле газетных штампов, во втором преобладает глубина психологического анализа, интеллектуальная атмосфера диалогов, философский характер авторских размышлений. 
Одна из особенностей манеры писательницы проявляется в том, что «отрицательные» персонажи выступают выразителями идей, разделяемых автором. Компромисс между позицией художника-аналитика, стремящегося через человека выразить характер эпохи, и позицией выразителя господствующей идеологии не так снижает стоимость произведения, как характеризует драму эпохи и драму художника, драму искусства. 
Таким образом в условиях советской цензуры писательнице удалось упомянуть в нем и о Голодоморе, и о репрессиях и преследованиях 1930-х годов.
В нем выведен положительный образ украинского националиста Маркияна Ивашкива — пожалуй, именно это и отодвинуло произведение издательских планов после того, как коммунистическая пропаганда оправилась. Чтобы уравновесить политический спектр, а точнее, чтобы была возможность издать произведение, писательница ввела в сюжет положительного коммуниста Бронка Завадки. Долгое время романа не издавали для массового читателя, и появился он лишь впоследствии небольшим и со значительными сокращениями. В 1965 году за это произведение Ирина Вильде получила Шевченковскую премию.

## Сюжет
События происходят в городе на реке Прут, под названием Наше угадывается Коломыя. В центре произведения рассказ о семье греко-католического священника Аркадия Ричинского, типичного приспособленца. После неожиданной смерти отца, приведшей к материальному кризису, каждая из пяти дочерей пытается устроить свою судьбу, руководствуясь личными представлениями о нравственности и счастье.
Отныне жизнь осиротевших дочерей отца Ричинского Екатерины, Зони, Ольги, Нели и Славы всецело зависит от обстоятельств. Старосветская идиллия разрушается под влиянием вмешательства внешних факторов. Польский шовинизм, коммунистическое подполье, украинский национализм, еврейская буржуазия агрессивно вмешиваются в местечковую среду с провинциальностью и приспособленчеством.
Где-то есть романтизм просветительской интеллигенции, идеализм борцов за национальную свободу, но они слишком слабы. Сложная общественно-политическая ситуация в Галиции времен межвоенной Польши скоро приведет к невиданным по своему трагизму последствиям.

## Список главных героев
- Аркадий Ричинский, греко-католический священник-приспособленец, сын отца Августина Ричинского, бывший священником в селе Морница на Подолье
- Елена, жена Аркадия Ричинского, вышла за него, несмотря на влюбленность у Ореста Билинского; воспитана тетей и дядей Ладыками
- Екатерина, первая дочь Аркадия Ричинского
- София (Зоня), вторая дочь Аркадия Ричинского
- Ольга, третья дочь Аркадия Ричинского, рожденная в 1916 или 1915 году
- Неля, четвертая дочь Аркадия Ричинского, рожденная в 1919 году
- Слава, пятая дочь Аркадия Ричинского
- Рафаил Сулиман, маклер-еврей, сын лавочника Мордка Сулимана
- Теофил (Филько) Безбородко, молодой врач

## Издание
Первый том вышел в 1955—1956 годах (отдельным изданием в 1958 году). В 1964 году вышел второй том, опубликованный в составе двухтомника.
В 2004 году роман был переиздан исключительно для библиотек серии «Лауреаты Шевченковской премии». В 2010 году издательство "Зеленый пес" переиздало книгу на современный манер. В 2011 году книгу издало издательство «Априори» единственным томом.